# Folk og røvere i Kardemommeby (film)
Folk og røvere i Kardemommeby er en spillefilm fra 2023 instrueret af Rasmus A. Sivertsen. Filmen er en dansk-norsk co-produktion og er baseret på den norske forfatter Thorbjørn Egners børnebog Folk og røvere i Kardemommeby.

## Handling
Kardemomme By er en hyggelig og travl lille by fuld af smilende mennesker, egen sporvogn og verdens flinkeste politimand. En by, hvor alt ånder fred og idyl – hvis det altså ikke lige havde været for de tre røvere Kasper, Jesper og Jonatan. Røverne bor lige uden for byen, og når de har brug for noget, sniger de sig bare ind til byen og stjæler det. En dag bliver røverne arresteret og anbragt i byens fængsel. Men da en brand bryder ud, får trioen en ny chance for at bevise over for byen, at de er mere end bare røvere.

## Medvirkende
- Niels Olsen, Kasper
- Jon Lange, Jesper
- Frederik Cilius, Jonatan
- Neel Rønholt, Tante Sofie
- Niels Ellegaard, Politimester Bastian
- Nis Bank-Mikkelsen, Tobias